# Cinnamomum pseudoglaziovii
Cinnamomum pseudoglaziovii är en lagerväxtart som beskrevs av Lorea-hem.. Cinnamomum pseudoglaziovii ingår i släktet Cinnamomum och familjen lagerväxter. Inga underarter finns listade i Catalogue of Life.